# 涅丘伊夫卡
48°18′35″N 28°16′16″E / 48.30972°N 28.27111°E
涅丘伊夫卡（烏克蘭語：Нечуївка），是烏克蘭的村落，位於該國西南部文尼察州，由莫希利夫-波季利斯基區負責管轄，始建於1800年，面積1.72平方公里，海拔高度137米，2001年人口431，人口密度每平方公里250.58人。